# Сельская учительница
«Сельская учительница» — советский художественный фильм Марка Донского, снятый в 1947 году. Премьера под изначальным названием «Воспитание чувств» состоялась в начале ноября 1947 года. Кинокартина была удостоена Сталинской премии I степени.

## Сюжет
Чёрно-белая мелодрама о любви учительницы Варвары и революционера Мартынова (Даниил Сагал). Ещё до революции Варенька (Вера Марецкая) познакомилась с ним на выпускном балу и уехала в далекое сибирское село. Там медленно, но верно «барышня из города» завоёвывает сердца местных жителей, людей крутых, занимающихся золотодобычей. Среди её учеников был один очень способный мальчик, Пров Воронов, сдавший на «отлично» все экзамены в гимназию. Но директор гимназии (Ростислав Плятт) не принял талантливого ученика, заявив, что дети нищих никогда не будут сидеть за одной партой с детьми аристократов. Варвара Васильевна верила, что придут времена, когда Пров сможет учиться.
Из ссылки возвращается Мартынов, все эти годы любивший Варвару. Молодые люди венчаются и играют свадьбу, но вскоре мужа снова арестовывают. Пришла Первая мировая война, потом Революция. Новая власть открывает новые возможности всем людям, и Варвара помогает своему самому способному ученику, Прову Воронову, поехать в город и продолжить своё образование в училище.
Мартынов погибает на посту комиссара, Варваре же предстоят тяжёлые испытания в борьбе с «кулачеством». Завершается фильм встречей выпускников Варвары Васильевны уже после Великой Отечественной войны. Её, уже пожилую и всеми уважаемую учительницу посещает повзрослевший Пров Воронов, ставший известным учёным.

## Прототип героини
Прототипом героини Веры Марецкой и главным консультантом фильма стала Екатерина Васильевна Мартьянова. С 1902 года она учительствовала в 2-классном училище на Режевском заводе (ныне город Реж в 70 километрах к северу от Екатеринбурга). Сразу после революции Мартьянова перебралась в Екатеринбург, где возглавляла экспериментальную школу. Об успехах этой школы узнал нарком Луначарский, и по его рекомендации Мартьянова переехала в Москву, где около 30 лет руководила передовой гимназией № 29 (у неё учился Эльдар Рязанов и другие известные личности). В 1940-е годы Мартьянова была избрана депутатом Верховного Совета СССР, дважды награждалась орденом Ленина.

## В ролях
- Вера Марецкая — Варвара Васильевна Мартынова
- Даниил Сагал — Сергей Дмитриевич Мартынов
- Павел Оленев — Егор Петрович, школьный сторож
- Владимир Марута — Воронов-отец
- Владимир Белокуров — Буков, кулак
- Дмитрий Павлов — Пров Воронов, профессор
- Володя Лепешинский — Пров Воронов в детстве
- Анатолий Ганичев — Ефим и Сергей Цыганков
- Эмма Балашова — Дуня и Таня Острогова
- Олег Шмелёв — Никита Буков
- Александр Жуков — кулак
- Борис Магалиф[бел.]
- Нина Бершадская
- Сергей Антимонов — священник (нет в титрах)
- Боря Беляев — Ваня Зернов
- Роза Макагонова — Машенька
- Анна Лисянская — Дуня Острогова
- Алексей Консовский — Коля Шарыгин
- Надир Малишевский — Иван Цыганков-старший
- Фёдор Одиноков — кулак
- Борис Рунге — Цыганков
- Михаил Глузский — солдат, отправляющийся на фронт
- Ростислав Плятт — председатель экзаменационной комиссии в мужской гимназии
- Александр Суснин — Сергей Цыганков, десятиклассник
- Маргарита Юрьева — Варя Воронова
- Николай Хрящиков — гость

## Съемочная группа
- автор сценария — Мария Смирнова
- режиссёр — Марк Донской
- Оператор — Сергей Урусевский
- Художник — П. Панкович, Давид Виницкий, Ольга Кручинина
- Композитор — Лев Шварц
- Монтаж — А. Соболева
- Директор картины — В. Чайка

## Награды
Режиссёр Марк Донской, сценарист Мария Смирнова, оператор Сергей Урусевский и исполнительница главной роли Вера Марецкая удостоены за этот фильм Сталинской премии I степени в области литературы и искусства за 1948 год.